# 萊馬鎮區 (伊利諾伊州亞當斯縣)
萊馬鎮區（英語：Lima Township）是位於美國伊利諾伊州亞當斯縣的一個行政鎮區。

## 地方資料
根據2010年美國人口普查的數據，萊馬鎮區的面積為149.80平方千米，當中陸地面積為142.80平方千米，而水域面積為7.00平方千米。當地共有人口527人，而人口密度為每平方千米3人。